# USS Long Beach (CGN-9)
USS Long Beach (CGN-9) — атомный ракетный крейсер флота США. Первый в мире надводный боевой корабль с ядерной силовой установкой. Также последний корабль в ВМФ США, построенный на корпусе крейсера (последующие ракетные крейсера имели обводы корпуса эсминцев и лидеров). Построен специально для взаимодействия с атомным авианосцем «Энтерпрайз».

## Конструкция

### Вооружение

#### Зенитное ракетное вооружение
Изначально проектировавшийся как ракетоносный корабль, выполняющий, в первую очередь, задачи противовоздушной обороны авианосных соединений, «Лонг Бич» был сконструирован исходя из требований уничтожения самолётов и крылатых ракет противника на большой дистанции.
Основу его противовоздушного вооружения составлял дальнобойный зенитный ракетный комплекс RIM-8 «Talos», способный поражать воздушные цели на расстоянии до 150 километров. Комплекс, относившийся к позднему типу Mk-12 размещался в кормовой части корабля. В основании кормовой надстройки размещался бронированный ангар, в котором ракеты проходили предстартовую подготовку (установку крыльев и стабилизаторов) перед помещением на пусковую. Под ангаром находился погреб боеприпаса, где 52 заправленные ракеты лежали на стеллажах и подавались вверх специальным лифтом. В боекомплекте присутствовали как ракеты с обычными, так и ядерными боевыми частями.
Крыша ангара служила основанием для размещённых на высоких пилонах РЛС, входивших в состав комплекса: двух РЛС управления ракетами AN/SPW-2, и двух РЛС сопровождения и «подсветки» цели AN/SPG-49. Первые формировали узкий вращающийся луч, в котором запущенные ракеты двигались на маршевом участке. Вторые использовались для самонаведения (полуактивного) ракет на терминальном участке. Имея две пары РЛС каждого типа, комплекс мог одновременно сопровождать и обстреливать две цели любым количеством ракет.
В носовой части крейсера размещались линейно-возвышенно два комплекса ПВО среднего радиуса действия RIM-2 «Terrier». Каждый из них состоял из двухбалочной пусковой установки, горизонтального магазина-ангара на 60 ракет (размещавшихся на трёх горизонтальных вращающихся барабанах, по 20 на каждом) и двух РЛС сопровождения и «подсветки» цели AN/SPG-55. Передний комплекс размещался на верхней палубе крейсера с барабанами под палубой; второй комплекс был смонтирован позади и выше первого. Передние две РЛС AN/SPG-55 были смонтированы на высоких пилонах, вторые две — установлены на крыше массивной прямоугольной надстройки крейсера.
В результате, общие возможности противовоздушной обороны позволяли крейсеру одновременно сопровождать шесть целей, и обстреливать две из них ракетами «Талос» на расстоянии до 150 км, и ещё две — ракетами «Терьер» на расстоянии 25-50 км (в зависимости от модели).

#### Противолодочное ракетное вооружение
Противолодочное ракетное вооружение было представлено одной 8-зарядной контейнерной пусковой установкой противолодочных ракет RUR-5 ASROC. Комплекс предназначался для обороны как самого корабля, так и соединения, и обеспечивал поражение подводных лодок на дистанциях от 1 до 20 километров. В боекомплект входили как ракето-торпеды (снаряжённые в качестве боеголовки малогабаритной самонаводящейся торпедой Mark 46, так и тактические ядерные глубинные заряды W44, эквивалентом до 10 килотонн. Перезарядка пусковой установки выполнялась через палубные люки. Общий боекомплект состоял из 20 ракет.
В качестве вооружения самообороны крейсер нёс на каждом борту по трехтрубному 324-миллиметровому торпедному аппарату, жёстко зафиксированному в корпусе.
Наведение противолодочных средств осуществлялось с помощью активного сонара AN/SQS-23, установленного в носовом обтекателе под килем. Сонар обеспечивал обнаружение и сопровождение субмарин на дистанции от 1 и до 36 км.

#### Ударное ракетное вооружение
При разработке проекта крейсера значительное внимание уделялось расположению на нём стратегического ракетного вооружения. В исходном проекте была предусмотрена установка ангара и пусковой рампы для стратегических крылатых ракет SSM-N-8 Regulus, в дальнейшем переработанные под размещение сверхзвуковых ракет SSM-N-9 Regulus II.
Окончательный проект предусматривал размещение на крейсере четырёх пусковых шахт для баллистических ракет среднего радиуса действия UGM-27 «Polaris». Аналогичные размещаемым на подводных лодках, ракеты предназначались для нанесения стратегических ядерных ударов по наземным целям в радиусе 1600—1800 км. Для размещения ракет было зарезервировано место в центральной части корпуса крейсера; однако, к моменту принятия ракет на вооружение, от размещения стратегических арсеналов на надводных кораблях было решено отказаться, и планируемое вооружение так и не было установлено.
В итоге, единственным ударным вооружением крейсера первоначально была возможность применять ракеты RIM-2 «Talos» с ядерными и конвенционными боевыми частями для ударов по наземным и надводным целям. При обстреле наземных целей, «Талос» с ядерной боевой частью запускался по баллистической траектории и подрывался по команде СУО крейсера (специально для баллистических бомбардировок на борту имелась отдельная ЭВМ). При обстреле кораблей или радиоконтрастных объектов в пределах радиогоризонта крейсера, таковой подсвечивался радаром AN/SPG-49, и ракета пикировала на цель. Энергии удара пикирующего на скорости порядка 2,8 МаХа полуторатонного «Талоса» вполне хватало, чтобы тяжело повредить или уничтожить военный корабль даже без детонации боевой части ракеты.
В конце 1960-х годов на вооружение были приняты противорадиолокационные модификации ракет «Талос», наводящиеся на излучение наземных РЛС или корабельных радаров. Таковые были успешно применены для поражения РЛС во Вьетнаме, став тем самым первыми американскими управляемыми ракетами, применёнными с корабля по наземной цели.

#### Артиллерийское вооружение
Исходный проект не предусматривал артиллерийского вооружения. После отказа от размещения стратегических ракет UGM-27 «Поларис», освободившееся место было использовано для размещения в центральной части корпуса пары 127-мм/38 универсальных установок Mk-32, предназначенных для самообороны против самолётов и лёгких кораблей.

### Радиоэлектронное оснащение
Крейсер воплощал все новейшие достижения военной электроники того времени. Впервые в мировой практике на военном корабле был смонтирован обзорно-поисковый радар SCANFAR с фазированной антенной решёткой. Являясь развитием предшествующей (не принятой на вооружение) программы создания радара с ФАР AN/SPG-59, система SCANFAR представляла собой комплекс из двух радаров — двухкоординатной обзорной РЛС AN/SPS-32 и трёхкоординатной РЛС сопровождения AN/SPS-33.
Пары антенн обеих РЛС были смонтированы на сторонах огромной квадратной «башни» в носовой надстройке крейсера. В оптимальном режиме, система SCANFAR обеспечивала обнаружение воздушных целей на дистанции до 740 км, и сопровождение на сопоставимой дистанции. Однако, так как система не была интегрирована в СУО, для поражения целей все три корабельных ЗРК использовали собственные радарные комплексы, получая от SCANFAR лишь общую информацию.
Для поиска и обнаружения надводных целей служил двухкоординатный радар AN/SPS-10, также используемый как навигационный и артиллерийский. Он размещался на мачте над носовой «башней» крейсера.
РЛС бортовых ракетных комплексов («Талоса» и «Терьера») были описаны выше.
Крейсер имел стандартные средства РЭБ в виде комплекса AN/WLR-1 на передней мачте. Комплекс включал систему антенн и детекторов, выполняющих задачи обнаружения радиоизлучения противника и определения параметров такового, и систему активных постановщиков помех, позволяющих ставить как шумовые помехи, так и прицельные по конкретным параметрам. В отличие от более поздних систем, этот комплекс РЭБ не был автоматизирован, и управлялся вручную, что существенно снижало его эффективность против радиолокаторов, действующих на изменяемых частотах. В качестве дополнительных средств защиты, по бортам крейсера были установлены пусковые установки неуправляемых ракет, снаряжённых заградительными боевыми частями из дипольных отражателей.

### Силовая установка
Силовая установка состояла из двух реакторов C1W, являвшихся представителями первого поколения американских атомных корабельных реакторов. Реакторы производили пар, приводивший в действие два турбозубчатых агрегата производства «Дженерал Электрикс». Полная мощность достигала 80 000 л. с. Максимальная скорость крейсера превышала 32,5 узлов на пробе, и, благодаря практически неограниченной автономности по топливу[прояснить], крейсер мог поддерживать полный ход значительно дольше, чем паротурбинные корабли.

## Модернизации
В течение срока эксплуатации крейсер неоднократно модернизировался. Так, в 1963 году были установлены 127-мм артустановки, отсутствовавшие в исходном проекте. В 1968 году, в связи с неудовлетворительной надёжностью SCANFAR, радарное оснащение крейсера было дополнено обзорно-поисковым радаром AN/SPS-12.
В 1980-х годах корабль подвергался капитальной модернизации, значительно изменивших его характеристики:
- Устаревшая и недостаточно надёжная система SCANFAR была демонтирована, и заменена РЛС трёхкоординатного обзора AN/SPS-48 (на носовой мачте) и двухкоординатной поисковой РЛС AN/SPS-49 (на кормовой мачте)
- две носовые ПУ ЗРК «Терьер» заменили на 2 ПУ универсальных ЗРК «Стандарт»;
- кормовые ПУ ЗРК «Талос» демонтировали и заменили двумя 4-зарядными контейнерными ПУ ракет BGM-109 «Томагавк»; весь кормовой радарный комплекс демонтировали.
- на кормовой надстройке линейно-возвышенно были смонтированы 2 автоматические зенитные установки «Вулкан-Фаланкс».
- по бокам на кормовой надстройке были добавлены две 4-зарядные ПУ ПКР «Гарпун».
- Устаревший навигационный радар AN/SPS-10 заменили новым AN/SPS-67.
- Сонар SQS-23 был заменён новым SQQ-23B
- Установлен модернизированный комплекс систем РЭБ, включавший станцию РЭБ AN/SLQ-32, постановщики помех AN/SLQ-34 и пусковые установки для ложных целей Mk 36 SRBOC.

Модернизации, основной целью которых было заменить устаревшее вооружение на современное и расширить спектр выполняемых кораблём задач, добавив возможность нанесения ударов по наземным и морским целям в целом, повысили боевую мощь и универсальность корабля.
В 1980-х годах, после появления более крупных атомных советских крейсеров проекта «Киров» ВМФ США, пытаясь обосновать их существование, вывели концепцию применения подобных кораблей, названную CSGN или «ударный крейсер» (англ. Strike Cruiser). В рамках разработки программы предполагалось модернизировать как прототип «Лонг Бич». Корабль должен был быть капитально перестроен с полным изменением архитектуры.
- Старое ракетное вооружение и радарное оснащение полностью демонтировалось, с целью установки радаров AEGIS и двух пусковых Mk-26 для ракет SM-2MR.
- Артиллерийские установки заменялись на 203-миллиметровые артсистемы Mk.71, использовавшие снаряды с лазерным наведением.
- Предполагалась установка большого (до 32) количества ПУ «Томагавк» и ракет «Гарпун».

Проект так и не был реализован из-за высокой стоимости и отсутствия в ВМФ США прямой необходимости в создании подобных кораблей.

## Оценка проекта
Крейсер «Лонг Бич» был первым ракетным крейсером специальной постройки в мире, одним из первых атомных надводных кораблей, и первым военным кораблём, на котором были применены радары с ФАР. На момент как проектирования так и ввода в строй, этот крейсер воплощал все новейшие достижения военно-морской техники США, и являлся, без сомнения, сильнейшим кораблём в своём классе.
Основным назначением крейсера было прикрытие авианосных соединений от воздушных и ракетных ударов. Для этой цели большой атомный крейсер подходил практически идеально. Неограниченный запас хода, обеспечиваемый атомной силовой установкой, позволял крейсеру сопровождать непрерывно идущие полным ходом авианосцы (в то время как обычные крейсера и эсминцы при движении на полной скорости быстро истощали запасы топлива). Развитое радарное оснащение позволяло засекать враждебные цели на большой дистанции и сопровождать значительное количество целей, а многочисленное и эффективное ракетное вооружение позволяло уничтожать любые типы самолётов и крылатых ракет на дистанции до 150 километров. Суммарные возможности ЗРК крейсера позволяли ему одновременно обстреливать 6 (шесть) целей, две ракетами «Талос» на дистанции до 150 километров, и четыре ракетами «Терьер» на дистанции до 50 километров.
В возможности крейсера также входила борьба с подводными лодками. Хотя нанесение ударов по надводным и наземным целям не было основной задачей крейсера, возможности RIM-8 «Talos» также позволяли ему эффективно поражать надводные корабли (и наземные РЛС) и наносить тактические атомные удары по береговым объектам.
Главным недостатком проекта «Лонг Бич» была недостаточная надёжность и эффективность его поисково-следящей РЛС SCANFAR. Этот комплекс из двух радаров с ФАР, воплощавший новейшую технологию начала 1960-х страдал от постоянных поломок и недоработок. Его значимость дополнительно снижал тот факт, что SCANFAR, являясь результатом упрощения амбициозной программы AN/SPG-59, был не способен осуществлять целеуказание ракетам крейсера. Из-за этого реальная огневая производительность крейсера «Лонг Бич» оказалась не выше чем у ракетных крейсеров типа «Олбани», оснащённых более старомодными радарными системами.
Ещё одним недостатком крейсера были его значительные размеры и цена. Серийное строительство крупных 15000-тонных неавианесущих кораблей представлялось для американского флота 1960-х годов слишком дорогим. Кроме того, дальнобойный зенитный комплекс «Талос», спроектированный ещё в середине 1950-х годов, воспринимался уже как устаревший, и его установка на новые корабли не имела смысла. Планировавшийся на замену «Талосу» дальнобойный ЗРК «Тайфун» не был принят на вооружение из-за проблем с AN/SPG-59; в результате, основным противовоздушным вооружением американского флота оставался RIM-2 «Terrier», который вполне устанавливался на меньшие, 5000—10000 тонные корабли.
Как следствие, несмотря на свои значительные возможности, крейсер «Лонг Бич» остался единственным представителем своего класса.

## Состав серии
| Название   | Номер | Верфь                          | Заложен    | Спущен     | В строю    | Списан     | Примечания |
| ---------- | ----- | ------------------------------ | ---------- | ---------- | ---------- | ---------- | ---------- |
| Long Beach | CGN-9 | Bethlehem, Куинси, Массачусетс | 02.12.1957 | 14.07.1959 | 09.09.1961 | 01.05.1995 |            |